# Билско у Хоржици
Билско у Хоржици (чеш. Bílsko u Hořic) је насељено мјесто са административним статусом сеоске општине (чеш. obec) у округу Јичин, у Краловехрадечком крају, Чешка Република.

## Становништво
Према подацима о броју становника из 2014. године насеље је имало 114 становника.